# Coming Up Roses (film 2011)
Coming Up Roses è un film del 2011 diretto da Lisa Albright.

## Trama
In una cittadina del New Hampshire nel 1985 Diane è una madre single e disoccupata che si gloria del suo passato da attrice. Quando la sorella maggiore si sposa, la quindicenne Alice si ritrova da sola a badare con la madre bipolare che sprofonda sempre più a fondo nella depressione. Il suo unico conforto è l'amica Cat, che però la introduce al crimine a finisce per rivelare un interesse sentimentale per lei.

## Distribuzione
Il film ha avuto la sua prima al Woodstock Film Festival il 23 settembre del 2011 ed è stato distribuito nelle sale statunitensi a partire dal 9 novembre del 2012.

## Accoglienza
Coming Up Roses è stato accolto negativamente dalla critica. Sull'aggregatore di recensioni Rotten Tomatoes ha ottenuto il 17% di recensioni positive.